# Đảo Baker
Đảo Baker là một đảo san hô không người ở, nằm ngay phía bắc đường xích đạo tại trung tâm Thái Bình Dương khoảng 3.100 km (1,670 hải lý) về phía tây nam Honolulu. Đảo nằm giữa đường từ Hawaii đến Úc. Đảo lân cận là đảo Howland 68 km về phía bắc.
Khu Bảo vệ Hoang dã Đảo Baker gồm có một đảo 405 mẫu Anh (1,64 km²) và một vùng đất ngập nước khoảng 30.500 mẫu Anh xung quanh. Đảo hiện thời là Vùng Bảo vệ Hoang dã Quốc gia điều hành bởi Cục Bảo vệ Cá và Hoang dã Hoa Kỳ dưới quyền của Phòng Hải vụ Hoa Kỳ thuộc Bộ Nội vụ Hoa Kỳ. Đảo Baker là một lãnh thổ chưa tổ chức của Hoa Kỳ.
Hoa Kỳ có trách nhiệm về mặt quốc phòng; mặc dù không dân cư, đảo được viếng thăm thường xuyên bởi Cục Bảo vệ Cá và Hoang dã Hoa Kỳ và Lực lượng Tuần Duyên Hoa Kỳ.
Vì mục đích thống kê, đảo Baker được xếp vào nhóm các đảo nhỏ bên ngoài Hoa Kỳ.

## Lịch sử

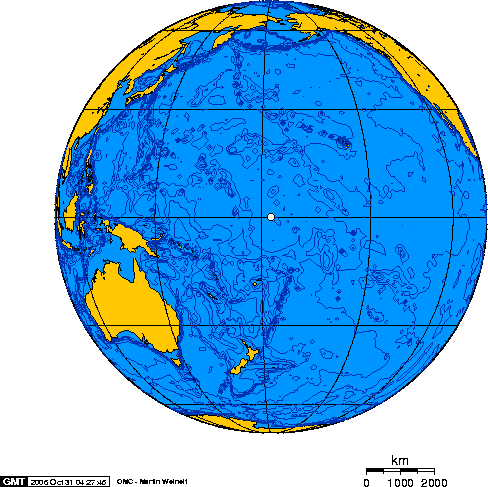
Điểm chiếu trực giao đảo Baker trên địa đồ

Baker được tìm thấy năm 1818 bởi thuyền trưởng Elisha Folger của tàu săn cá voi tên Equator, vì ông sống tại đảo Nantucket (cảng cá voi hàng đầu thế giới xưa kia) ông gọi nó là "Tân Nantucket". Tháng 8 năm 1825 đảo Baker lại được thấy bởi thuyền trưởng Obed Starbuck của tàu Loper, cũng là người săn cá voi của Nantucket. Nhưng tên của đảo là được đặt theo Michael Baker, người đã thăm viếng đảo năm 1834.
Hoa Kỳ chiếm giữ đảo năm 1857, tuyên bố chủ quyền bằng Đạo luật Đảo Phân chim năm 1856. Anh cũng tuyên bố chủ quyền đối với đảo này sau đó nhưng nó không có giá trị vì Hoa Kỳ đã đưa ra tuyên bố chủ quyền sớm hơn. Các công ty Mỹ và Anh khai thác phân chim ở đây suốt nửa sau của thế kỷ 19. Năm 1935, công cuộc thuộc địa hóa bắt đầu ở đây và đảo Howland lân cận nhưng chỉ tồn tại một thời gian ngắn. Khu định cư Meyerton có số dân bốn người Mỹ dân sự được di tản năm 1942 sau các cộng tấn công bằng hải và không quân của Nhật Bản. Trong thời Chiến tranh thế giới thứ hai quân đội Mỹ chiếm đóng đảo.
Sau chiến tranh, Baker không có người ở. Vào đảo cần có giấy phép sử dụng đặc biệt của Cục Bảo vệ Cá và Hoang dã Hoa Kỳ và chỉ dành riêng cho các khoa học gia và các nhà giáo dục mà thôi.

## Địa lý

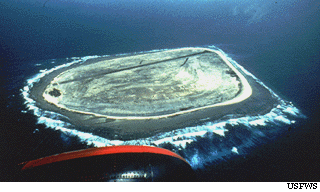
Ảnh Đảo Baker chụp từ trên không do Cục Bảo vệ Cá và Hoang dã Hoa Kỳ cung cấp

Nằm ở Bắc Thái Bình Dương ở tọa độ 0°11.7′B 176°28.7′T / 0,195°B 176,4783°T, đảo rất nhỏ khoảng 1,64 km² (405 acre) với 4,8 km bờ biển. Khí hậu tại đây thuộc loại xích đạo, ít mưa, có gió thường xuyên và nắng gắt. Mặt đất thấp và có cát: một đảo san hô bị vây quanh bởi một dãi đá ngầm. Điểm cao nhất là 8 mét trên mặt biển.
Không có nguồn nước ngọt thiên nhiên. Đảo không có cây to, chỉ có vài loại cây mọc thành lùm, cỏ bụi, dây leo rải rác, là nơi sinh đẻ và sinh sống cho các loại chim và sinh vật biển hoang dã. Gần khoảng giữa bờ tây có một nghĩa trang và dấu vết các nhà cửa của khu định cư trước đây.
Hoa Kỳ tuyên bố chủ quyền trên vùng kinh tế đặc biệt 200 hải lý (370 km) và vùng lãnh thổ biển 12 hải lý (22 km).
Trong thời kỳ thuộc địa hóa 1935–1942, đảo Baker có lẽ là cùng giờ với Hawaii. Vì không có người ở nên giờ của đảo không được xác định, nhưng nó nằm trong khu vực hải phận 12 giờ sau Giờ Phối hợp Quốc tế (UTC).

## Giao thông
Không có hải cảng hay bến tàu ở đảo ngoài khu neo tàu ngoài khơi. Có một khu vực lên xuống tàu nằm khoảng giữa bờ tây. Có một phi đạo bỏ hoang từ thời Chiến tranh thế giới thứ hai dài 1.665 mét, nay đầy cỏ hoang mọc và không sử dụng được.
Các mối nguy hiểm thiên nhiên: dãy đá ngầm ẩn hiện bao quanh đảo có thể là mối nguy hiểm cho tàu bè. Một vọng đài hướng dẫn tàu thuyền lưu thông nằm giữa bờ phía tây.

## Các đảo cùng tên
- Đảo Baker, tiểu bang Massachusetts, Hoa Kỳ
- Đảo Baker - Công viên quốc gia Acadia, tiểu bang Maine, Hoa Kỳ Lưu trữ ngày 4 tháng 4 năm 2007 tại Wayback Machine